# カラビ予想
数学においてカラビ予想（英: Calabi conjecture）とは、ある種の複素多様体上に「良い」性質を持つリーマン計量が存在することを主張する予想である。Eugenio Calabi (1954, 1957) が1950年代に提出し、1977年頃にShing-Tung Yau (1977, 1978)により解決された。この証明を理由のひとつとしてヤウは1982年フィールズ賞を受賞した。
カラビ予想とは、コンパクト ケーラー多様体は、2-形式により与えられる任意のリッチ曲率に対し、リッチ曲率の所属する第一チャーン類に対し、多様体上に一意にケーラー計量が決まるであろうという予想である。特に、第一チャーン類がゼロである場合には、リッチ曲率がゼロとなる同じクラスのなかに一意的にケーラー計量が決まり、これらをカラビ・ヤウ多様体と言う。
さらに公式に、カラビ予想を記述すると、
M がケーラー計量 {\displaystyle g\;} とケーラー形式 {\displaystyle \omega \;} を持つコンパクトケーラー多様体で R が多様体 M の第一チャーン類を表す(1,1)-形式とすると、一意にケーラー計量 {\displaystyle {\tilde {g}}} とケーラー形式 {\displaystyle {\tilde {\omega }}} が M 上に存在し、{\displaystyle \omega \;} と {\displaystyle {\tilde {\omega }}} がコホモロジー H2(M,R) の同じクラスを表し {\displaystyle {\tilde {\omega }}} のリッチ曲率が R となる。
カラビ予想は、どのようなケーラー多様体がケーラー・アインシュタイン計量を持つのかという問題と密接に関連する。

## ケーラー・アインシュタイン計量
カラビ予想と密接な関連する予想として、コンパクトケーラー多様体が負、ゼロ、正の第一チャーン類を持つと、定数倍を除外してケーラー計量としてチャーン類に対応するケーラー・アインシュタイン計量を持つという予想がある。この予想の証明は、負のチャーン類に対して、ティエリー・オービン(Thierry Aubin)とシン＝トゥン・ヤウ(Shing-Tung Yau)により1976年になされた。チャーン類が 0 のときは、ヤウにより、0 の場合の結果より証明された。
第一チャーン類が正の場合は、ヤウが 2点でブローアップした複素射影平面はケーラー・アインシュタイン計量を持たないことを証明した。従って、正の場合の反例となる。また、ケーラー・アインシュタイン計量が存在しても一意には決定されないことも証明した。正の第一チャーン類に対して、さらに多くの結果がある。ケーラー・アインシュタイン計量が存在するための必要条件は、正則ベクトル場のリー代数が簡約的であることなどがある。ヤウは、正の第一チャーン類に対しケーラー多様体がケーラー・アインシュタイン計量を持つことと、幾何学的不変式論の意味でケーラー多様体が安定なことが同値であることを予想した。
複素曲面の場合は、ガン・ティアン(Gang Tian)により研究された。正のチャーン類を持つ複素曲面は、2つの射影直線（明らかにケーラー・アインシュタイン計量を持つ）の積か、もしくは一般の位置にある多くとも 8個の点ブローアップされた射影平面である。一般の位置の意味は、一直線上に 3つの点が並ばないこと、二次曲線の上に 6つの点が載っていないことを言う意味である。射影平面はケーラー・アインシュタイン計量を持っていて、1つまたは 2つの点でブローアップされた射影平面は、正則ベクトル場のリー代数が簡約的ではないので、ケーラー・アインシュタイン計量を持たない。ティアンは、一般の位置にある 3, 4, 5, 6, 7, 8 個の点でブローアップされた射影平面はケーラー・アインシュタイン計量を持つことを示した。

## カラビ予想の証明の概要
カラビは、予想を複素モンジュ・アンペール方程式(Monge–Ampère equation)のタイプの非線形偏微分方程式として解釈し、この方程式が多くとも 1つの解しか持たないこと、従って求められているケーラー計量は一意であることを示した。
ヤウは、この方程式の解を連続の方法を使いカラビ予想を証明した。連続の方法とは、最初はより簡単な方程式を解き、続いて難しい方程式へ連続的に変形することができる簡単な方程式の解を示すことを意味する。ヤウの解法の最も困難な部分は、解の微分に対するあるアプリオリ評価(a priori estimate)を証明するところにある。

### カラビ予想の微分方程式への変換
M をケーラー形式 ω を持つコンパクト複素多様体とする。同じクラスに中の任意の他のケーラー形式は、定数を加えることを除き、一意に M 上のある滑らかな函数 φ に対し
{\displaystyle \omega +dd'\phi }
となる。従って、カラビ予想は次の問題と同値となる。
F=ef を平均値 1 を持つ M 上の正の滑らかな函数とする。すると、滑らかな実函数 φ が存在して、
{\displaystyle (\omega +dd'\phi )^{m}=e^{f}\omega ^{m}}
を満たし、φ は定数を加えることを除き一意に決まる。
これは、単一の函数 φ についての複素モンジュ・アンペールタイプの方程式である。この方程式は、高次の項が非線形であるため、解くことが特に困難な偏微分方程式である。f = 0 のときに、φ = 0 が解であることは簡単である。連続法のアイデアは、方程式を解くことができる全ての f の集合が開集合かつ閉集合であることを示すことである。 解くことのできる f の集合が空でなければ、全ての f の集合は連結であるから、全ての f に対して方程式を解くことが可能であることが示される。
次の式により定義される φ から F への滑らかな函数どうしの写像は、単射でも全射でもない。
{\displaystyle F=(\omega +dd'\phi )^{m}/\omega ^{m}}
φ に定数を加えることで F は変化しないので単射ではないし、F は正であり、かつ平均値 1 を取らねばならないので全射ではない。従って、平均値 0 を取るように正規化された φ に函数を限定した写像を考え、この写像が平均値 1 を取る正の F=ef の集合の上への写像となるかを問うことになる。カラビとヤウは、実際、この写像が同型となることを証明した。下記に示すように、この証明はいくつかのステップを踏む。

### 解の一意性
解の一意性を証明することは、 
{\displaystyle (\omega +dd'\varphi _{1})^{m}=(\omega +dd'\varphi _{2})^{m}}
の時に、φ1 と φ2 が定数のみ異なることを示すことである（すると、正規化されていて、平均値が 0 であることの双方を示すと同一であるはずである）。カラビは、このことを
{\displaystyle |d(\varphi _{1}-\varphi _{2})|^{2}}
の平均値が多くとのゼロである表現により与えられることを証明した。少なくともゼロであることが示すと、ゼロとなるはずであるから、 
{\displaystyle d(\varphi _{1}-\varphi _{2})=0}
となり、このことは φ1 と φ2 が定数しか異なっていないことを示していることとなる。

### F の集合が開集合であること
可能な F の集合が（平均値が 1 の滑らかな函数の集合の中で）開集合であることを証明するためには、ある F に対して方程式が解けるならば F に十分近いすべての函数に対しても方程式が解けることを示す必要がある。カラビは、バナッハ空間の陰函数定理を使いこれを証明した。これを適用するための主要なステップは上の微分作用素の「線形化」が可逆なことを示すステップである。

### F の集合が閉集合であること
証明の最も困難な部分で、ヤウによりこの部分が証明された。
F が可能な函数 φ の像の閉包に含まれるとする。このことは、函数の列 φ1, φ2, ...
が存在して、対応する函数 F1, F2,... が F へ収束することを意味する。問題はある部分列が解 φ へ収束することを示すことである。収束することを証明するために、ヤウは、log(fi) の高次導函数を用いて函数 φi とそれらの高次導関数を評価した(アプリオリ評価(a priori bound))。これらの評価を導くために、困難な評価をたくさん行って、評価を少しずつ良くしていく必要がある。ヤウの得た評価は、函数 φi がある函数バナッハ空間の中のコンパクトな部分集合の中にあることを示すに十分であったので、収束部分列をとることができる。この部分列は、F を像として持つ函数 φ へ収束し、可能な像 F の集合が閉集合であることが分かる。